# Skoll (maan)
Skoll is een  retrograad bewegend maantje van Saturnus. De maan is ontdekt op 26 juni 2006 door Scott S. Sheppard, David Jewitt, Jan Kleyna, en Brian Marsden, naar aanleiding van observaties gedaan tussen 5 januari en 30 april 2006. De maan beweegt op ruime afstand van Saturnus, en heeft 2 jaar en 4 maanden nodig om een omwenteling om die planeet te maken.

## Naam
De maan is genoemd naar de wolf Sköll, uit de Noorse mythologie. Andere namen voor deze maan zijn S/2006 S5 en Saturnus XLVI.